# Pigeon River 13A
Pigeon River 13A är ett reservat i Kanada.   Det ligger i provinsen Manitoba, i den sydöstra delen av landet, 1 700 km väster om huvudstaden Ottawa.
I omgivningarna runt Pigeon River 13A växer i huvudsak barrskog. Trakten runt Pigeon River 13A är nära nog obefolkad, med mindre än två invånare per kvadratkilometer.